# Cloquet
Cloquet è una city degli Stati Uniti d'America, situata nella contea di Carlton dello stato del Minnesota.

## Storia
Cloquet ebbe origine da un piccolo insediamento sorto negli anni '70 del XIX secolo attorno a tre segherie presenti lungo un affluente del fiume St. Louis, chiamato Knife Falls per la presenza di rapide con rocce di ardesia taglienti (knife in inglese significa "coltello").
Il nome Cloquet apparve per la prima volta su una mappa di Joseph Nicolas Nicollet del 1843 che chiamò così quel tratto di fiume ed in seguito il nome passò all'insediamento. L'origine del toponimo non è nota con certezza: un'ipotesi è che possa derivare dal nome di un missionario o di un commerciante di pelli.
L'area fu lottizzata nel 1883 e il villaggio di Cloquet fu incluso nei tre insediamenti nel 1884. Divenne una città con un sindaco e un consiglio comunale nel 1904.

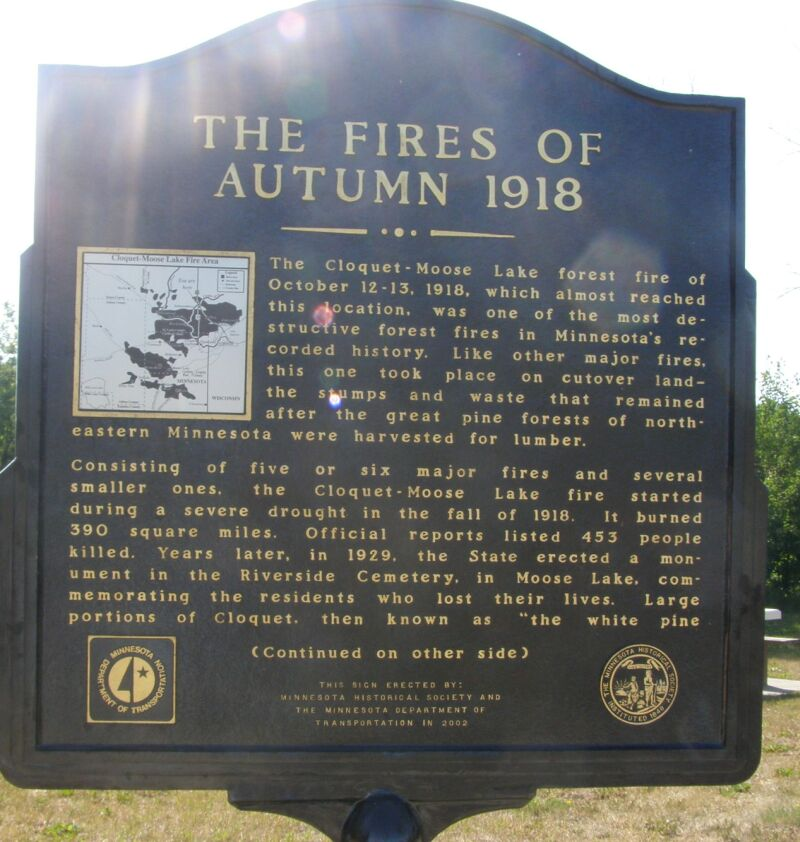
Targa in ricordo dell'incendio del 1918

Nell'ottobre del 1918 l'area subì un devastante incendio che distrusse gran parte della città e uccise circa 500 persone.
Cloquet è conosciuta nella storia economica degli Stati Uniti per essere stata, prima e dopo la seconda guerra mondiale, sede di una delle più forti cooperative di consumatori del Paese. La Cloquet Cooperative Society (fondata nel 1910) gestiva due cooperative che trattavano cibo, ferramenta, scarpe e mobili. Altri servizi cooperativi includevano un negozio di materiale per l'edilizia, un deposito di carbone, una camera mortuaria, un'officina per riparazioni auto e una stazione di servizio.

Nel 1939, la Cooperativa gestiva il 35% degli affari nella città e il 18% nella contea di Carlton. A metà degli anni '50 contava 4 262 soci su una popolazione di 8 500 abitanti, ed è considerato  un caso eccezionale, dato che il totale degli affari di tutte le cooperative statunitensi rappresentava solo lo 0,5% dell'economia nazionale.
Negli anni '70 l'area della città crebbe di oltre dieci volte, ma nonostante ciò, nel decennio successivo la popolazione subì un decremento, anche se è aumentato il numero di singole residenze in città.

## Monumenti e luoghi d'interesse
La stazione di servizio R. W. Lindholm, progettata dall'architetto Frank Lloyd Wright, è inserita nel Registro nazionale dei luoghi storici.